# Büro für ausländische Wissenschaft und Technik
Das Büro für ausländische Wissenschaft und Technik (Abkz. BINT) war eine sowjetische Organisation zum wissenschaftlich-technischen Erfahrungsaustausch zwischen der Sowjetunion und Deutschland.

## Allgemein
Es wurde im Januar 1921 vom Obersten Volkswirtschaftsrat gegründet. Am 27. Januar 1921 erfolgte die Bekanntgabe der Gründung in der Zeitung Iswestija. Leiter war Nikolai Michailowitsch Fjodorowski.
Zusammen mit dem Verein Deutscher Ingenieure gab das BINT eine Zeitschrift mit dem Titel „Industrie und Technik“ heraus. In ihr publizierten u. a. Heinrich Dubbel und  E. Konrad Zehme.
Das BINT wählte aus 40 deutschen, 17 englischen und amerikanischen sowie 9 französischen wissenschaftlich-technischen Zeitschriften die interessantesten Artikel aus, übersetzte diese und sandte sie in Form einer wissenschaftlich-technischen Dokumentation in die Sowjetunion. Im Gegenzug publizierte sie die sowjetischen „Mitteilungen über wissenschaftlich-technische Arbeiten der Republik“ in deutscher Sprache.
Es organisierte den Ankauf von Büchern, kaufte Geräte und Instrumente und vermittelte Kontakte zwischen sowjetischen Forschern und Forschern aus Deutschland, Österreich, Holland, Belgien, Italien und der Schweiz, sowie aus den USA und England.
Das BINT unterhielt eine Patentabteilung. Am 5. Dezember 1921 gründete das BINT den deutsch-sowjetischen Verlag „Kniga“.
Ende 1922 wurde das BINT aufgelöst.
Bei der Gründung führte die Presse der zahlreichen russischen Emigranten in Deutschland eine Kampagne gegen das Büro. Dabei setzte sich Albert Einstein öffentlich für das BINT ein.